# Elaine de Jesus
Elaine Cristina de Jesus, (Ponta Grossa, 13 de janeiro de 1977) ou simplesmente Elaine de Jesus é uma cantora de música cristã contemporânea, pastora e empresária brasileira, ex-apresentadora, e ex-modelo da Nittido Jeans. 
Em 2000, ganhou o Troféu Talento na categoria “Artista Revelação” e em 2005 na categoria “Projeto Gráfico".
Venceu várias vezes o Troféu de Ouro nas categorias "Melhor Cantora Pentecostal" e "Melhor Cantora do Ano", além de ter ganho outras três vezes na categoria "Melhor Álbum Pentecostal" e "Melhor Álbum do Ano". 
Foi eleita a "Melhor Cantora do Ano" pelo "Focus Award Boston" em 2018, e ao Troféu Promessas em 2013.
Elaine de Jesus ficou conhecida em 1999 com o CD "Muito Especial" lançado pela sua gravadora Cristo Vencedor . Vendeu mais de 500 mil cópias do CD "Até o Fim" de 2002, e mais de 700 mil do álbum "Pérola" de 2004. 
O CD "Sala do Trono" de 2006, passou das 200 mil cópias vendidas. O último disco lançado pela sua gravadora foi o CD "Transparência" de 2008, que ultrapassou a marca de 100 mil cópias vendidas, e arrancou elogios da crítica especializada pelo seu projeto gráfico inovador e uma produção musical cheia de arranjos fortes e modernos, garantindo ao álbum diversas indicações ao Troféu Talento.
Em 2010, Elaine de Jesus fechou contrato com a Sony Music, tendo o álbum "Celestial" como disco de estreia. Na sequência, Elaine lançou o CD "Escolhidos" em 2012. Ambos foram certificados como Disco de Ouro pela ABPD - Agência Brasileira de Produtores de Discos. O CD "Escolhidos" foi premiado na edição 2013 do Troféu de Ouro. 
Para encerrar sua parceria com a gravadora Sony Music, Elaine gravou um DVD comemorativo de 20 anos de carreira em dezembro de 2013. O trabalho chegou às lojas em março do ano seguinte. Foi o segundo DVD pela gravadora, e o terceiro de sua carreira. O primeiro foi em 2010, comemorativo de 15 anos de carreira. O evento aconteceu ao vivo no Coliseu de Santos, recebendo um público maior que 10 mil pessoas. 
Em 2011, ao lado de Damares, Lauriete e Cassiane, a cantora gravou um DVD ao vivo no Rio de Janeiro, em comemoração aos 100 anos de movimento pentecostal no Brasil.
Em 2015, Elaine de Jesus fechou um contrato com a gravadora MK Music, por onde lançou 2 trabalhos em 4 anos. O primeiro foi o CD "Somos a Igreja" de 2016, que vendeu mais de 25 mil cópias, incluindo a vendagem da versão playback do disco.
A cantora ainda está em atividade plena, seu álbum mais recente é “Jesus”, lançado no ano de 2023 e de boa repercussão no meio pentecostal.

## Biografia
É filha dos apóstolos Ouriel e Jussara de Jesus, presidentes da Revival Church for the Nations em Boston. Elaine se mudou com a família para os Estados Unidos ainda criança, em 1985, e vem ao Brasil mensalmente para seus trabalhos como pastora e cantora.
Embora tenha lançado os dois primeiros álbuns (Pentecoste Divino e Poder e Autoridade), a cantora ganhou visibilidade em 1999, com o disco Muito Especial, produzido por Jairinho Manhães pelo qual ganhou o Troféu Talento de Revelação Feminina em 2000.[carece de fontes?] Em 2002, recebeu o Disco de Ouro pelas 250 mil cópias de Até o Fim, com apenas uma semana de lançamento.[carece de fontes?]
A cantora também dois álbuns em parceria com o marido, Pastor Alexandre Silva, ambos produzidos por Jairinho Manhães.[carece de fontes?]
Em 2010, Elaine de Jesus, com Marcelo Aguiar e Leonardo Gonçalves, foram os três primeiros cantores gospel a assinar contrato com a multinacional Sony Music. Seu primeiro álbum pela gravadora, Celestial, recebeu Disco de Ouro.
Em 2015 a cantora assinou contrato com a MK Music e deu início à produção de seu primeiro álbum pelo selo. No mesmo ano foi premiada no Troféu Ouro, organizado pela Prisma Brasil.
Em 2018, Elaine de Jesus lançou uma coleção de roupas em parceria com as marcas Lara Valentina e Com Amor.[carece de fontes?] O clipe da música título do álbum Somos a Igreja alcança 1 milhão de views e também é premiada no Focus Award Boston 2018, dedicada aos talentos brasileiros, personalidades e entidades que apoiam a comunidade brasileira no estado de Massachusetts.[carece de fontes?]
No mesmo ano, Elaine de Jesus e Alexandre Silva perdem sua casa em Boston após um incêndio, após o tanque de gás da churrasqueira explodir.
Em março de 2020, Elaine de Jesus lança seu segundo e último trabalho pela gravadora MK Music, Coração Guerreiro com produção de Jairinho Manhães, seu antigo produtor. A cantora lançou videoclipes de canções como Glorioso, Este é o mover, com a cantora Cassiane, e Deus vai me ajudar.[carece de fontes?]
Em junho de 2020, lança de forma independente o EP Como o Céu te Adora em seu canal oficial no YouTube. O EP estava programado pela gravadora para ser a segunda parte do álbum “Coração Guerreiro”, porém, mesmo já não estando integrada ao casting de artistas da MK Music, a cantora teve autorização da gravadora para lançá-lo como um álbum à parte e de forma independente. O EP têm produção por Jairo Manhães e contém 6 faixas exclusivas e a participação especial da cantora Lauriete. A cantora também gravou videoclipes das canções Então, Ora Igreja, Como o Céu te Adora e A Música que Nunca Tocou com participação de Lauriete.
Em 2020, após 25 anos de casados, Elaine de Jesus entra em processo de separação de Alexandre Silva. A informação foi confirmada pelo pastor Alexandre Silva, que recebeu uma ordem de restrição e não pode se aproximar da cantora; porém Elaine não falou sobre o caso. São pais de Alex David.[carece de fontes?]

## Discografia

### Álbuns
- 1993: Pentecoste Divino
- 1996: Poder E Autoridade
- 1999: Muito Especial
- 2002: Até O Fim
- 2003: Sem Comparação
- 2004: Pérola
- 2005: Deus Nos Escolheu
- 2005: Nani For Kids
- 2006: Sala do Trono
- 2008: Transparência
- 2010: Celestial
- 2012: Escolhidos
- 2016: Somos A Igreja
- 2023: Jesus

### Álbuns Infantis
- 2005: Nani For Kids

### Álbuns ao vivo
- 2010: 15 anos Ao Vivo
- 2011: 100 anos do Movimento Pentecostal

### EP
- 2016: Pearl
- 2020: Coração Guerreiro
- 2020: Como o Céu Te Adora

### Coletâneas
- 2010: É Demais
- 2021: Céu

### Videografia
- 2010: Elaine de Jesus - Show 15 anos Ao Vivo

## Prêmiações e Indicações

### Troféu Talento
| Ano  | Categoria                                          | Resultado | Ref    |
| ---- | -------------------------------------------------- | --------- | ------ |
| 2000 | "Revelação Feminina"                               | Venceu    |        |
| 2004 | "Melhor CD Pentecostal" - Até o Fim                | Indicado  | [ 11 ] |
| 2005 | "Melhor Projeto Gráfico" - Pérola                  | Venceu    | [ 12 ] |
| 2005 | "Melhor CD Pentecostal" - Pérola                   | Indicado  |        |
| 2006 | "Melhor Projeto Gráfico" - Deus nos Escolheu       | Indicado  |        |
| 2006 | "Melhor Álbum Pentecostal" - Deus nos Escolheu     | Indicado  |        |
| 2006 | "Melhor Dupla" - Elaine de Jesus e Alexandre Silva | Indicado  |        |
| 2006 | "Melhor Projeto Gráfico Infantil" - Nani for Kids  | Indicado  |        |
| 2006 | "Melhor Álbum Infantil" - Nani for Kids            | Indicado  |        |
| 2006 | "Cantora do Ano"                                   | Indicado  |        |
| 2007 | Intérprete Feminino                                | Indicado  |        |

### Troféu Promessas
| Ano  | Categoria        | Resultado | Ref |
| ---- | ---------------- | --------- | --- |
| 2013 | "Melhor Cantora" | Indicado  |     |

### Troféu Ouro
| Ano  | Categoria             | Resultado | Ref   |
| ---- | --------------------- | --------- | ----- |
| 2015 | "Cantora Pentecostal" | Venceu    | [ 6 ] |

### Focus Award Boston
| Ano  | Categoria | Resultado | Ref |
| ---- | --------- | --------- | --- |
| 2018 | "Cantora" | Venceu    |     |